# Raúl Diago
Raúl Diago Izquierdo (Matanzas, 1º agosto 1967) è un dirigente sportivo ed ex pallavolista cubano.
Giocava nel ruolo di palleggiatore.

## Carriera

### Giocatore
La carriera di Raúl Diago inizia a Cuba.
Gioca per quasi tutta la sua carriera per la squadra di Matanzas, sua città natale e per la nazionale, con cui vince una World League, un campionato nordamericano e una Coppa del Mondo. Conquista inoltre numerose medaglie d'argento e di bronzo mancando però la medaglia olimpica.
Nella stagione 1998-99 riceve il permesso dalla federazione cubana per giocare in un campionato straniero, approdando in Italia e giocando per il Palermo, con cui si aggiudica una Coppa CEV.
La stagione successiva sostituisce per pochi mesi l'infortunato Harto Hanni nel Cagliari.
Si ritira dal volley giocato nel 2002.

### Dirigente
Nel 2003 entra nella federazione cubana come team manager. Dal 2005 ne diventa il presidente, carica che mantiene fino al 2011 quando viene destituito per via di uno scandalo di corruzione, legato anche alla possibile fuga di alcuni giocatori della nazionale maschile (Robertlandy Simón, Yoandy Leal e Raydel Hierrezuelo) e della nazionale femminile (Rachel Sánchez e Ana Cleger). Dopo essere stato arrestato e poi rilasciato, viene, prima temporaneamente e poi definitivamente, rimosso dall'incarico.

## Palmarès

### Club
- Coppa CEV: 1

1998-99

### Nazionale (competizioni minori)
- Campionato mondiale Under-21 1985
- Giochi centramericani e caraibici 1990
- Giochi panamericani 1991
- Giochi panamericani 1995
- Giochi panamericani 1999

### Premi individuali
- 1990 - Campionato mondiale: Miglior palleggiatore
- 1991 - Coppa del Mondo: Miglior servizio
- 1992 - World League: Miglior palleggiatore
- 1998 - Campionato mondiale: Miglior palleggiatore
- 1999 - World League: Miglior palleggiatore